# Branville-Hague
Branville-Hague är en kommun i departementet Manche i regionen Normandie i norra Frankrike. Kommunen ligger i kantonen Beaumont-Hague som tillhör arrondissementet Cherbourg. År 2018 hade Branville-Hague 183 invånare.

## Befolkningsutveckling
Antalet invånare i kommunen Branville-Hague
| Referens: INSEE |